# قصر العدل (دمشق)
قصر العدل يعود تاريخه للقرن السادس عشر أثناء حكم المماليك لمدينة دمشق. عُرف تاريخياً باسم "دار السعادة" و "المشيرية العسكرية".

## تاريخ
كان موقع المبنى الذي يقع مقابل سوق الحميدية يُعرف ب"محلة الأخصاصي" أو "سوق الأخصاصيين" نسبة للتجار، بعدها أصبح يعرف ب"محلة الدرويشية" (نسبة لجامع درويش باشا) حتى احترقت. عام 1573، تحول اسمها من "دار السعادة" إلى "سراي الحكومة" حيث كانت المقر الرسمي للوالي العثماني بداية من شمسي باشا في 1554. استقر فيها إبراهيم محمد علي باشا في 1831 أثناء الحرب المصرية العثمانية، وقرر حرق جزئها الجنوبي لإخفاء معلومات جيشه. بعدها تم تجديد القصر وتوسعته ليحتوي ثلاث واجهات فالواجهة الرئيسية بُنيت على شكل محراب مع مقرنصات بالإضافة إلى نوافذ قوسية مدببة مبنية على أعمدة. في عام 1850 حوله العثمانيون إلى ثكنة عسكرية وصار يُعرف باسم "دار المشيرية العسكرية" كمقر للجيش الخامس. استضاف المقر القيصر الألماني فيلهلم الثاني وزوجته عند زيارتهم المدينة عام 1898، بينما حاشيته أقاموا في فندق فيكتوريا.
أصبح المبنى خلال فترة الإنتداب الفرنسي مقراً للمفوض السامي ويعرف ب"المندوبية". في عام 1929، أصبح المبنى مقراً لدوائر النفوس و الأمن العام والجوازات. في عام 1945 تعرض المبنى للدمار جراء الحريق ليتم إعادة ترميمه تحت إدارة حكومة الرئيس شكري القوتلي. بعد نيل الاستقلال أصبح المبنى يعرف بالقصر العدلي في شارع النصر (منذ تم تسميته في عهد حكومة فيصل الأول عام 1919)، ليضم دوائر العدل الشرعية والمدنية، بينما تم نقل مقر وزارة العدل إلى المزة. تعرض المبنى لهجوم انتحاري في آذار 2017.